# Модолешти (Видра)
Модолешти (рум. Modolești) насеље је у Румунији у округу Алба у општини Видра. Општина се налази на надморској висини од 890 m.

## Становништво
Према подацима из 2002. године у насељу је живело 21 становника, од којих су сви румунске националности.